# Лутър Бърбанк
Лутър Бърбанк (на английски: Luther Burbank) е американски ботаник, растениевъд и пионер на селскостопанските науки. В над 55-годишната си кариера е разработил повече от 800 сорта и разновидности на растения, в това число овошки, цветя, зърнени култури, зеленчуци.

## Биография
Роден в Ланкастър, Масачузетс на 7 март 1849, Бърбанк израства във ферма и получава само основно образование. Тринадесето от общо 18 деца в семейството, той се развличал да помага в отглеждането на растенията в голямата градина на майка си. Когато Бърбанк е на 21 години, баща му почива, и Лутър използва своя дял от наследството, за да закупи 17 акра (69,000 m²) земя близо до Люненбърг. Там той разработва сорта картофи „Бърбанк“, за който продава правата за 150 долара, с които през 1875 година пътува до Санта Роза, Калифорния.
В Санта Роза Бърбанк закупува 4 акра земя, на които разполага оранжерия, разсадник и опитно поле, на което провеждал експериментите си с кръстосване на растения, по образеца на Чарлз Дарвин и неговата книга The Variation of Animals and Plants under Domestication. (Мястото днес е със статут на градски парк, отворено за посещения (т.нар. „Дом и градини на Лутър Бърбанк“). По-късно той закупува и още 18 акра земя в близкия град Себастъпъл, където прави фермата „Златен гребен“.
От 1904 до 1909 година, Бърбанк получава няколко стипендии от Института Карнеги, с които е подпомогната изследователската му работа върху хибридизацията. Подкрепата получава директно от самия Андрю Карнеги, въпреки възраженията на съветниците му срещу ненаучните методи на Бърбанк.
Бърбанк става известен със своите каталози с растения, най-известният от които е този от 1893 година, „New Creations in Fruits and Flowers“, както и от препоръките на доволните му клиенти. Вестникарските репортери също редовно го споменават по време на първото десетилетие на XX век.
Лутър Бърбанк почива на 11 април 1926 година 

### Сортът картофи „Ръсет Бърбанк“
Eстествена вегетативна разновидност на сорта картофи „Бърбанк“ е селектирана впоследствие и наименована „Ръсет Бърбанк“ („червеникавокафяв Бърбанк“). Днес този сорт картофи с червеникавокафява ципа и бяла сърцевина е най-широко разпространеният сорт, отглеждан в САЩ, и преобладаващ сорт за хранителната индустрия в света.
Сортът е бил селектиран така, че да е устойчив на главня и така да подпомогне бедствената ситуация в Ирландия по време на „големия картофен глад“. Главнята е довела до унищожения на реколтите от картофи из цяла Европа, но в Ирландия причинява особено големи поражения, поради високата зависимост на страната от картофите като поминък.